# Vinyar

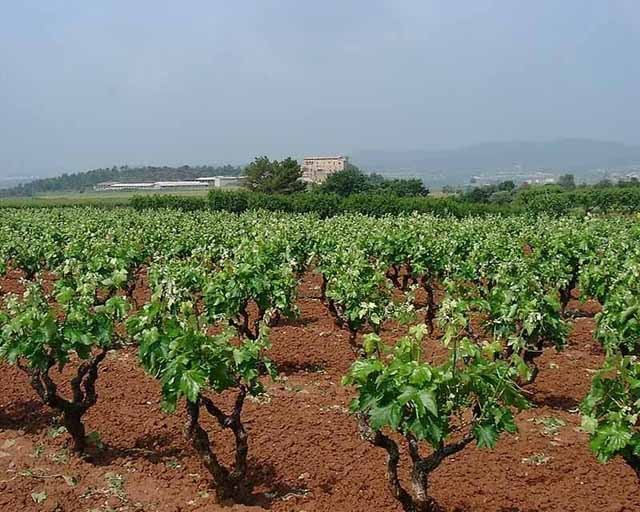
Vinyar al Penedès.

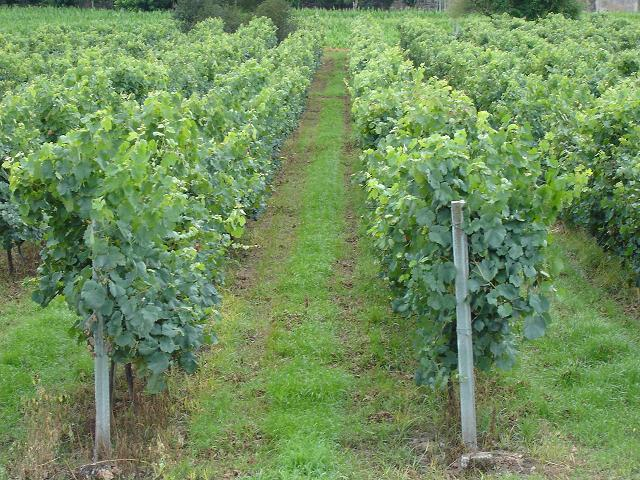
Vinyar amb ceps emparrats.

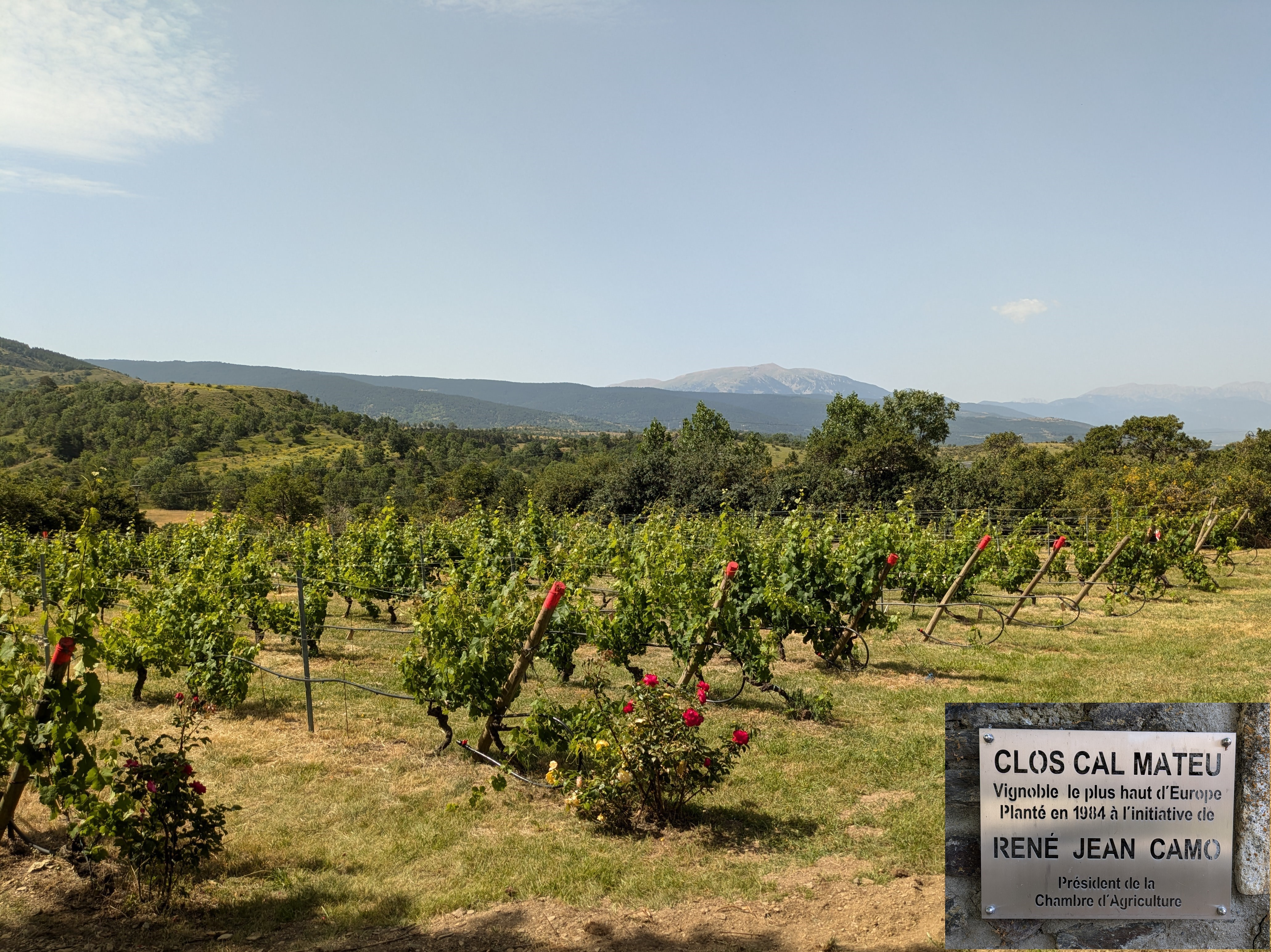
Vinya a l'Alta Cerdanya - la més alta d'Europa.

Un vinyar, vinyal, vinyet, o una vinyeda o vinya és una plantació extensa de ceps (Vitis vinifera) per a produir raïm de taula o vi.
Les plantacions de raïm per a vi eren tradicionalment de secà. Algunes denominacions d'origen van arribar a prohibir-ne el rec. És per aquest motiu que van rebre el nom de «préssecs de vinya» — que, com que no es regaven, tenien un gust més intens— els préssecs de secà.